# Postmodernism generator
El Postmodernism Generator (anglès per a «generador de postmodernisme») és un programari que realitza automàticament articles amb temàtica postmodernista amb referències que a la primera vista s'assemblen a veritables assajos filosòfics.
Tot i que les frases són gramaticalment i sintàcticament correctes, és garantit que no tenen cap sentit. Va ser creat el 1996 per Andres Bulhak, (Melbourne, Austràlia) que va utilitzar el programari del Dada Engine. El programari va ser desenvolupat per què l'argot complex i opac del postmodernisme, a més de la seva subjectivitat dona més facilitat per afirmar qualsevol tema «postmodern». La redacció automàtica de texts acadèmics de matemàtica o de física seria més difiícil per la imprescindible rigor científica. El 2011 va sortir la versió per a iOS. A més del programari tradicional l'apli permet de personalitzar la llargada de l'article i incorporar els noms de la llibreta d'adreces en les referències fingides. Segons Alan Sokal, el físic americà que va escriure manualment un article postmodernista fingit, el programari que va sortir el mateix any que el seu article, base de l'afer Sokal, és divertit, però encara queden imperfeccions. Nogensmenys, és considerat com un dels programaris més divertits per crear PAO (paròdia assistida per ordinador). El programari utilitza de manera creativa la idea de mistificació d'aquesta branca dels estudis socials. L'existència d'un programari que permet parodiar el postmodernisme, si més no és un prova que aquest corrent filosòfic té una identitat estilística particular. Richard Dawkins en diu: «És una font literàriament infinita de tonteries sintàcticament correctes generades aleatòriament, que es distingeix de texts postmoderns reals només per ser més divertit de llegir.»